# Sui (Gossina)
Pour les articles homonymes, voir Sui.
Sui est une commune rurale située dans le département de Gossina de la province du Nayala dans la région de la Boucle du Mouhoun au Burkina Faso.